# 普雷丁
普雷丁是奥地利施泰尔马克州德意志兰茨贝格县的一个市镇。总面积18.2平方公里，总人口1679人，人口密度92.3人/平方公里（2001年）。